# Kris Kras (tijdschrift)
Kris Kras was een Nederlands tijdschrift voor kinderen tussen 8 en 13 jaar, dat van 1954 tot 1966 werd uitgegeven door de Stichting Kinderbelangen te Amsterdam. Het verscheen 24 keer per jaar.

## Geschiedenis
Oprichtster en hoofdredacteur was de Oostenrijks-Hongaarse immigrante Ilona Maria Fennema-Zboray (1914-2001). Zij zocht een literair en pedagogisch verantwoord kinderblad van het kaliber van een blad waarmee zij in Hongarije was opgegroeid. Omdat zoiets in Nederland niet meer bestond sinds Zonneschijn in 1943 was opgeheven, besloot zij het zelf op te richten, met steun van de pedagoog D.L. Daalder (1887-1963) en de kinderboekenschrijver Leonard Roggeveen (1898-1959). Zij zetten zich sterk af tegen populaire kinderbladen als Donald Duck en Sjors, die grotendeels gebruik maakten van vertaalde stripverhalen uit het buitenland.

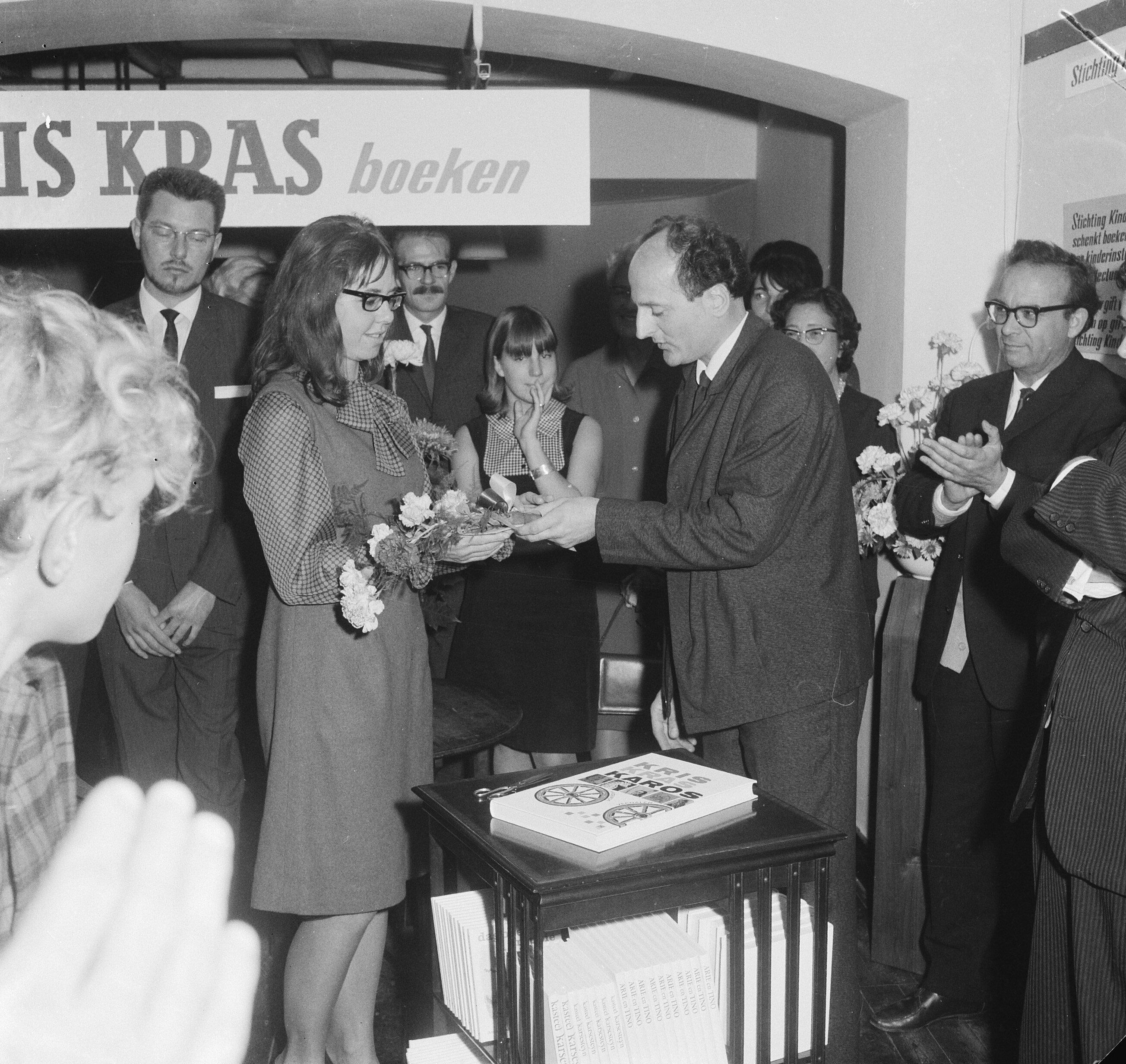
10 jaar Kris Kras (jeugdblad)

De Stichting Kinderbelangen had geen winstoogmerk en stelde zich een artistiek en pedagogisch doel. Als medewerkers werden zowel gerenommeerde als jonge aankomende auteurs en illustratoren aangetrokken, onder wie Paul Biegel, Jan Blokker, Charles Boost, Jenny Dalenoord, Miep Diekmann, Tonke Dragt, Jean Dulieu, Henriëtte van Eyk, Hella S. Haasse, Han G. Hoekstra, Leonie Kooiker, An Rutgers van der Loeff-Basenau, Annie M.G. Schmidt en Fiep Westendorp. Zij publiceerden in Kris Kras verhalen, gedichten en tekeningen, maar ook complete kinderboeken in afleveringen voordat die als boek verschenen, zoals Wiplala en het vervolg Wiplala weer van Annie M.G. Schmidt met illustraties van Jenny Dalenoord. Boegbeelden van Kris Kras waren de correctoren "Hoki en Poki", de een lang en mager, de ander kort en dik. In de laatste jaren van het tijdschrift werden ze vervangen door "Mannetje Oh" en "Kareltje".
In 1956 en 1957 werd zeer veel aandacht besteed aan de vluchtelingen die na de Hongaarse opstand uit Hongarije naar Nederland kwamen. De nationaliteit van de hoofdredacteur was daaraan niet vreemd. Duizenden Hongaarse vluchtelingen vonden in Nederland een nieuw tehuis. Voor hun integratie zette Ilona Fennema-Zboray zich actief in. De redactie van Kris Kras stelde de brochure Boldog Új Évet Hollandiában samen om de vluchtelingen vertrouwd te maken met geschiedenis, gewoontes, koningshuis, het Wilhelmus, maatschappij enz. van Nederland.
Hoewel Kris Kras veel waardering vond, kon het de strijd met de stripbladen uiteindelijk niet winnen. Het werd te veel beschouwd als een mooi en zeer verantwoord blad voor kinderen uit de intelligentsia. De oplage is nooit groot geweest. Eind jaren vijftig kwam het blad in financiële problemen, zodat de stichting gedwongen was in zee te gaan met de commerciële uitgeverij J.B. Wolters te Groningen. In 1962 werd een gezamenlijke uitgeverij opgericht, die ook kinderboeken ging uitgeven. Fennema werd directeur, maar ze werd het niet eens met Wolters over een meer commerciële aanpak. Er werd nog een steunfonds Vrienden van Kris Kras opgericht, maar dat kon het blad niet redden. Op 18 maart 1966 verscheen het laatste nummer met als titel: Kris Kras gaat naar de maan. Enkele maanden later, op 23 juni 1966, werd aan Ilona Fennema door prins Bernhard een Zilveren Anjer uitgereikt vanwege "haar sinds vele jaren met grote volharding en enthousiasme gevoerde strijd voor een verantwoorde kinderlectuur van eigen bodem". 
De Stichting Kinderbelangen bleef tot 1979 bestaan.